# Han Lingdi
Kaiser Ling von Han (chinesisch 漢靈帝 / 漢灵帝, Pinyin hàn líng dì, W.-G. Han Ling-ti), geboren als Liu Hong (* 156; † 189), war ein Kaiser der Han-Dynastie. Seine Thronbesteigung war dadurch legitimiert, dass er ein Ururenkel Kaiser Zhangs war.
Unter Kaiser Lings Herrschaft erstarkte der Einfluss der Eunuchen am Kaiserhof in Luoyang zum letzten Mal, nachdem sie unter Führung von Zhang Rang den Clan der Kaiserinmutter Dou Miao entmachtet hatten. Kaiser Ling, der den Thron als Zwölfjähriger bestieg, zeigte auch im Erwachsenenalter kein sonderliches Interesse an Regierungsangelegenheiten und gab sich den Frauen und der Dekadenz hin. Er verkaufte sogar öffentliche Ämter, um seinen Lebensstil zu finanzieren. Die Beamten waren darum gezwungen, die Steuern für die Pächter und Bauern gewaltig anzuheben. Im ganzen Land brachen Bauernaufstände aus, die sich schließlich in der Bewegung der Gelben Turbane vereinten. Um diese bedrohliche Lage zu beenden, gab Kaiser Ling den Generälen und Provinzgouverneuren umfassende Zivil- und Militärgewalt, was zur Auflösung der Zentralmacht führte.
Kaiser Ling starb nach einer Regierungszeit von 21 Jahren im Alter von 34 Jahren. Bald nach seinem Tod brachen Machtkämpfe zwischen dem Clan seiner Witwe He und den Eunuchen aus, die bald von dem skrupellosen Warlord Dong Zhuo beendet wurden, der den neuen Kaiser Liu Bian absetzte und seinen Bruder Liu Xie als Marionette auf den Thron setzte.

## Leben

### Familiärer Hintergrund und Thronbesteigung
Liu Hong entstammte dem erblichen Grafenstand und trug den Titel Marquis von Jieduting (ein ting-Marquis besaß eine Mark, die manchmal zwei oder drei, meist aber nur ein Dorf umfasste). Er trug diesen Titel in der dritten Generation, denn er hatte ihn von seinem Vater Liu Chang (chinesisch 劉萇) geerbt, der ihn von seinem Vater Liu Shu (chinesisch 劉淑) geerbt hatte. Liu Shu war der Sohn von Liu Kai (chinesisch 劉開), dem Prinzen von Hejian, der ein Sohn des Kaisers Zhang war. Über die Herkunft von Liu Hongs Mutter Dong ist nichts bekannt.
Nachdem Kaiser Huan im Jahre 168 gestorben war, ohne einen Erben zu hinterlassen, erhielt seine Witwe Dou Miao den Titel Kaiserinmutter und übernahm die Regierung. Sie prüfte die jüngeren Mitglieder des Kaiserhauses, um den Nachfolger zu bestimmen. Aus unbekannten Gründen empfahl ihr Assistent Liu Shu (chinesisch 劉儵) den jungen Liu Hong, und nach Rücksprache mit ihrem Vater Dou Wu und dem konfuzianischen Scholar Chen Fan erhob die Kaiserinmutter den Zwölfjährigen zum Kaiser. Kaiser Ling verlieh seinem Vater und seinem Großvater postum kaiserliche Titel, seine Mutter konnte er jedoch nur zur kaiserlichen Gemahlin ernennen, weil Dou Miao bereits Kaiserinmutter war.

### Frühe Herrschaft (Jianning und Xiping)
In der Regierung waren Dou Wu und Chen Fan die mächtigsten Beamten. Sie bemühten sich, den Einfluss der Eunuchen zurückzudrängen, und schlugen 168 sogar vor, die mächtigsten von ihnen hinzurichten. Die Kaiserinmutter und Regentin Dou Miao lehnte solch drastische Schritte ab, aber der Plan drang zu den Eunuchen durch, und sie handelten rasch, weil sie ihre Situation ernsthaft bedroht sahen. Sie entführten die Regentin und den Kaiser (dem sie weismachten, es sei zu seinem Schutz) und nahmen dann Chen Fan gefangen, den sie hinrichteten. Dou Wu leistete lange Zeit Widerstand, wurde aber schließlich geschlagen und beging Suizid. Der Dou-Clan wurde ausgelöscht, und die Kaiserinmutter entmachtet. Die Eunuchenfraktion, angeführt von Cao Jie (chinesisch 曹節) und Wang Fu (chinesisch 王甫), übernahm die Macht in der Regierung.
Nach der Zerstörung des Dou-Clans erhob Kaiser Ling seine Mutter Dong 169 zur Kaiserinmutter. Er entzog jedoch Dou Miao diese Würde nicht und behandelte sie bis zu ihrem Tod mit Achtung. Mitglieder der Dong-Familie begannen, an den Hof zu kommen und Ämter zu übernehmen, ohne jedoch großen Einfluss zu nehmen.
Im selben Jahr überzeugten die Eunuchen Kaiser Ling, dass die Bewegung der Partisanen, die aus konfuzianischen Beamten und Studenten bestand, gegen den Kaiserhof intrigierten. Viele Partisanen wurden getötet, andere ihrer Bürgerrechte beraubt. Diese Zeit war später als zweite Partisanen-Prohibition bekannt.
Kaiserinmutter Dou Miao starb 172. Den Eunuchen zum Trotz, die sie nur wie eine Konkubine bestatten wollten, ließ Kaiser Ling sie mit den Ehren einer Kaiserinmutter bei ihrem Gemahlen Huan bestatten. Einige Zeit später schrieben Unbekannte an die Palasttür:
Alles unter dem Himmel ist im Umsturz begriffen. Cao und Wang töteten die Kaiserinmutter. Die Hauptbeamten wissen nur, sich wie Beamte zu benehmen, und hatten nichts glaubwürdiges zu sagen.
Die Eunuchen waren außer sich und nahmen im Verlauf der Nachforschungen über 1000 Leute fest, um den Schuldigen zu finden. Sie hatten jedoch keinen Erfolg. Im selben Jahr beschuldigten sie Kaiser Huans Bruder Liu Li (劉悝), den Prinzen von Bohai, des Verrats. Obwohl es eine reine Verleumdung war, musste Prinz Li mit seinem gesamten Hausstand Suizid begehen. Die Eunuchen machten den Kaiserhof beim Volk zunehmend unbeliebt, indem sie immer höhere Steuern erhoben. Kaiser Ling wuchs zwar heran, kümmerte sich aber nicht um die zersetzerische Politik der Eunuchen. Eine schmerzliche Niederlage gegen die Xianbei im Jahre 177 belastete den Haushalt zusätzlich.
Kaiser Lings Gemahlin Song, die er 171 zur Kaiserin erhoben hatte, ohne sie jedoch besonders zu lieben, fiel 178 den Eunuchen zum Opfer. Ihre Verbindung zum geächteten Prinzen Liu Li durch ihre Tante ließ die Eunuchen glauben, dass sie Rachegefühle hegte und ihre Macht gegen sie zu verwenden trachte. Die kaiserlichen Konkubinen verbündeten sich mit den Eunuchen, und gemeinsam klagten sie die Kaiserin der Zauberei an. Kaiser Ling glaubte ihnen und setzte seine Gemahlin ab. Sie wurde eingesperrt und starb in Verzweiflung. Ihr Vater Song Feng (chinesisch 宋酆) und ihre Brüder wurden hingerichtet.

### Mittlere Herrschaft (Guanghe)
Kaiser Ling traf 178 einen Entschluss, der die Korruption im ganzen Land ausbrechen ließ: Er verkaufte Ämter für alle Arten von Geld, und die so an ihren Posten gelangten Beamten waren zutiefst korrupt und quälten das Volk. Kaiser Ling blieb untätig und bot ihnen sogar Ratenzahlung an, wenn sie nicht genug Geld für ein Amt hatten.
Kaiser Ling erhob 180 seine Gemahlin He zur Kaiserin und gab ihrem Bruder He Jin einen hohen Posten bei Hofe. Eine Legende besagt, dass der He-Clan die Eunuchen bestochen habe, um in diese Position zu gelangen. Vermutlich wurde He aber nur deswegen zur Kaiserin bestimmt, weil sie dem Kaiser seinen bis dahin einzigen überlebenden Sohn geboren hatte, Liu Bian.
Mit den Jahren verlagerten sich Kaiser Lings Interessen auf den Gartenbau, und er wandte große Mittel dafür auf. Um seine Extravaganzen zu finanzieren, befahl er den Kommandanturen und Fürstentümern, ihm Tribut zu leisten. Die Beamten wiederum mussten auf unlautere Methoden zurückgreifen, um diese Tribute zusammenzubringen und gleichzeitig ihre Geschäfte führen zu können. Die Hofbeamten, welche Kaiser Ling nützliche Ratschläge gaben, waren zunehmend besorgt darüber, dass der Kaiser ihnen zwar zustimmte, ihren Rat jedoch nie in die Tat umsetzte.

### Der Aufstand der Gelben Turbane
Hauptartikel: Aufstand der Gelben Turbane
Um das Jahr 182 herum hatte sich in der Ji-Provinz (冀州, heutiges zentrales Hebei) eine daoistische Bewegung gebildet: die Taiping-Sekte (chinesisch 太平教) unter Führung von Zhang Jiao, der die magische Kraft der Wunderheilung für sich beanspruchte. Seine Lehren hatten sich bis 183 in acht Provinzen des Reiches verbreitet: Qing, Xu, You, Ji, Jing, Yang, Yan und Yu (etwa die heutigen Provinzen Anhui, Peking, Hebei, Henan, Hubei, Jiangsu, Jiangxi, Liaoning, Shandong, Tianjin und Zhejiang – ein Gebiet von mindestens einer Million km2). Die Beamten waren über diese Entwicklung höchst beunruhigt und mahnten den Kaiser, die Sekte aufzulösen, aber ohne Erfolg.
Zhang Jiaos Plan war es, den Kaiser zu stürzen. Er verdingte 36 Generäle, bildete eine Schattenregierung und verkündete programmatisch:
Der blaue Himmel ist tot. Der gelbe Himmel wird sich nun erheben. Dieses Jahr wird sein Jianzi. Der Welt wäre wohlgetan.
Nach dem traditionellen chinesischen Kalenderzyklus wäre dieses Jahr das Jahr 184. Zhang Jiaos Gefolgsleute schrieben Jianzi an allen möglichen Stellen groß auf, auch an vielen kaiserlichen Büros in Luoyang und anderen Städten. Ma Yuanji (chinesisch 馬元義), Gefolgsmann von Zhang Jiao, infiltrierte mit zwei Eunuchen den Kaiserhof, um die Dynastie von innen zu zerstören.
Im Frühjahr 184 wurde Ma Yuanji enttarnt und hingerichtet. Kaiser Ling befahl die Auflösung der Taiping-Sekte und die Hinrichtung ihrer Mitglieder, worauf Zhang sofort den Aufstand begann. Jeder Gefolgsmann trug ein gelbes Kopftuch als Zeichen, weshalb der Aufstand seinen Namen trägt. Binnen eines Monats kontrollierte Zhang Jiao einen Großteil des Reiches. Kaiser Ling erließ auf Anraten des Eunuchen Lü Qiang (呂強) eine Amnestie für die Partisanen, damit sie sich nicht den Gelben Turbanen anschlossen. Später wurde Lü Qiang von den Eunuchen verleumdet, den Kaiser absetzen zu wollen, und beging 185 Suizid.
Kaiser Ling schickte viele Generäle gegen die Gelben Turbane ins Feld, welche sich allerdings auch untereinander bekämpften und gegenseitig aufrieben. Darunter waren auch Huangfu Song (chinesisch 皇甫嵩), Cao Cao (chinesisch 曹操), Fu Xie (chinesisch 傅燮), Zhu Jun (chinesisch 朱?; Rufname nicht Unicode-kompatibel), Lu Zhi (chinesisch 盧植), Gongsun Zan und Dong Zhuo (chinesisch 董卓). Am heftigsten tobten die Kämpfe in der Liang-Provinz (chinesisch 涼州, heutiges Gansu), wo Dong Zhuos Truppen bereits durch die Kämpfe mit den Qiang gestählt waren. Zhang Jiao starb 188 an einer Krankheit, und die Aufstandzellen erloschen mit den Jahren.

### Späte Herrschaft (Zhongping)
Sogar nach diesen Ereignissen änderte sich nichts an Kaiser Lings verschwenderischer Herrschaft. Im ganzen Reich flammten immer wieder Bauernaufstände auf. Auf Anraten Liu Yans (chinesisch 劉焉) versah der Kaiser im Jahre 188 die Provinzgouverneure mit weitreichenden zivilen und militärischen Befugnissen, um die Revolten effektiver bekämpfen zu können. Er ernannte auch viele mächtige Beamten zu Provinzgouverneuren.
Im Jahre 189 erkrankte Kaiser Ling, und um die Nachfolge bestand Uneinigkeit. Kaiser Ling hatte zwei überlebende Söhne: Liu Bian, den Sohn der Kaiserin He, und Liu Xie, den Sohn seiner Konkubine Wang. Liu Bian hatte zwar seines Alters und seines Geburtsstandes wegen die höhere Legitimation, aber der Kaiser schätzte sein unpassendes Verhalten nicht und zögerte darum, ihn zum Kronprinzen und Nachfolger zu ernennen.
Als Kaiser Ling im selben Jahr starb, kam es zu Kämpfen zwischen den Eunuchen unter Führung von Jian Shuo und dem He-Clan mit der Kaiserinwitwe und He Jin, der Liu Bian vorschnell zum Kaiser ausrief.

## Äranamen
- Jianning (chinesisch 建寧, Pinyin jìan níng) 168–172 (bis zum Tod der Kaiserinmutter Dou Miao)
- Xiping (chinesisch 熹平, Pinyin xī píng) 172–178 (bis zur Absetzung seiner Gemahlin Song)
- Guanghe (chinesisch 光和, Pinyin gūang hé) 178–184 (bis zum Aufstand der Gelben Turbane)
- Zhongping (chinesisch 中平, Pinyin zhōng píng) 184–189

## Nachkommen
- Prinzessin Wannian (Geburtsname unbekannt), ernannt 180
- Liu Bian (* 176; † 190), Sohn von Kaiserin He
- Liu Xie (* 181; † 234), Sohn der Konkubine Wang

| Vorgänger | Amt                      | Nachfolger         |
| --------- | ------------------------ | ------------------ |
| Huan      | Kaiser von China 168–189 | Prinz von Hongnong |

| Personendaten    | Personendaten                        |
| ---------------- | ------------------------------------ |
| NAME             | Han Lingdi                           |
| ALTERNATIVNAMEN  | 漢靈帝                               |
| KURZBESCHREIBUNG | chinesischer Kaiser der Han-Dynastie |
| GEBURTSDATUM     | 156                                  |
| STERBEDATUM      | 189                                  |